# Chafec Chajim
Jisrael Meir Kagan (6. února 1838 Dzjatlava, Ruské impérium – 15. září 1933 Raduň, Polsko), známější jako Chafec Chajim (podle židovské tradice je často rabín označován jménem své nejznámější knihy), podle některých zdrojů měl příjmení Poupko – jeden z nejvýraznějších rabínů Evropy, halachista a etik, jehož práce jsou dodnes velice studované a ovlivňují každodenní židovský život. Ve své době bojoval proti hromadné migraci ruských židů do Spojených států amerických a naléhal na ně, aby dali přednost pronásledování v Rusku před americkým hospodářským úspěchem, jenž by byl vykoupen omezeným zachováváním náboženských zvyklostí.

## Dílo
- Mišna brura komentář k první části Šulchan aruchu
- Chafec chajim a Šmirat ha-lašon o pravidlech „lašon ha-ra“ (doslova „zlého jazyka“, tj. rozšiřování očerňujících informací o jiném člověku).